# Митко Митков (футболист)
Митко Стефанов Митков е български футболист, играе на поста ляво крило, състезател на Локомотив София.

## Кариера
Юноша на Литекс, играе като ляво крило, ляв полузащитник и ляв бек. През лятото на 2016 преминава в школата на ЦСКА като играе за втория отбор на тима и този до 19 години. На 31 май 2017 прави дебют за ЦСКА при загубата с 1:0 от Дунав Русе. През следващите два сезона тренира и с мъжете, но играе за отбора до 19 години. Започва сезон 2019/2020 в първия състав на ЦСКА. Носител на купата на България за сезон 2020/21. 
Има 5 мача за тима на България до 17 години и 5 мача за тима ни до 19 години с 3 гола.

## Успехи
ЦСКА (София)
- Купа на България (1): 2021